# Chromatomyia griffithsiana
Chromatomyia griffithsiana är en tvåvingeart som beskrevs av Beiger 1977. Chromatomyia griffithsiana ingår i släktet Chromatomyia och familjen minerarflugor.
Artens utbredningsområde är Polen. Inga underarter finns listade i Catalogue of Life.